# Google Docs
Google Docs (tiếng Việt: Google Tài liệu) là một ứng dụng hỗ trợ soạn thảo văn phòng trực tuyến được cung cấp miễn phí bởi Google. Nó bao gồm ba bộ ứng dụng: soạn thảo văn bản, soạn thảo bản tính và soạn thảo trình chiếu. Nó cho phép người dùng tạo ra các tài liệu trực tuyến và cho phép chia sẻ với người khác cũng như cho phép trình chiếu trực tuyến thời gian thực và tương tác sửa chữa với mọi người. Google Docs đã kết hợp các tính năng của hai dịch vụ Writely và Spreadsheets thành một sản phẩm vào tháng 10 năm 2006. Sản phẩm trình chiếu, với sự hợp tác công nghệ thiết kế với Tonic Systems, được phát hành vào ngày 17 tháng 9 năm 2007.
Về mặt bản chất, tất cả chúng ta đều biết rằng Google Docs là bộ tổ hợp các công cụ xử lý dữ liệu văn bản và trình chiếu, bao gồm: Document, Drawing, Presentation, Spreadsheet và Form. Bất kỳ văn bản tài liệu hoặc trình chiếu nào được tạo bằng Google Docs (hoặc chuyển định dạng thành Doc) đều được lưu trữ trên hệ thống máy chủ của Google bằng tài khoản của người sử dụng. Theo thông tin từ trang hỗ trợ của Google, hãng không giới hạn số lượng văn bản người sử dụng có thể làm việc với Google Docs (mặc dù vẫn còn tồn tại một số giới hạn nhất định). Bên cạnh đó, người dùng có thể lưu trữ tới 1GB các định dạng dữ liệu chưa được chuyển đổi hoàn toàn miễn phí, và lưu lượng thực sự Google hỗ trợ người dùng còn lên tới 10GB (có bao gồm các dịch vụ trực tuyến có trả phí).
- Có 1 điểm mà tất cả mọi người sử dụng cần nhớ, đó là tất cả mọi hoạt động, tác vụ có liên quan đến Google đều phải được thực hiện trực tuyến – online. Chuyện gì sẽ xảy ra khi đường truyền kết nối gặp vấn đề? Google có cơ chế tự động lưu tài liệu của người dùng, cho nên bạn hoàn toàn không phải lo về việc này.

### Các ứng dụng của Google Docs:
1. Document (Google Docs): Công cụ đã được tích hợp nhiều tính năng định dạng, thay đổi kích thước font, căn lề, cách dòng, tạo mục lục, danh sách... tương tự như Microsoft Word.
2. Spreadsheet (Google Sheets): Công cụ Spreadsheet với chức năng tương tự như Spreadsheet của OpenOffice, Excel của Microsoft Office. Về cụ thể, nó còn được tích hợp sẵn nhiều chức năng tính toán khác như kỹ thuật, tài chính, kế toán, thống kê, phân tích...
3. Presentation (Google Slides): Đây đơn giản là 1 chương trình web để tạo file trình chiếu slide – show, tương tự như Microsoft Powerpoint. Tuy nhiên chức năng giới hạn hơn so với Powerpoint.
4. Drawing: Công cụ này cho phép người dùng tạo biểu đồ hoặc những đường vẽ cơ bản.
5. Form (Google Forms): Giúp bạn tạo các bản khảo sát trực tuyến cho mọi người, với các bản mẫu khảo sát trực tuyến có sẵn, tạo bản khảo sát  chỉ với vài thao tác cơ bản. Hoàn thành các bản khảo sát do người khác tạo ra. Đây còn là công cụ được sử dụng cho nhiều mục đích khác nhau như bài kiểm tra trực tuyến của giáo viên cho học sinh của mình, đơn đăng ký tham gia sự kiện, chương trình, khoá học, đơn ứng tuyển vào các vị trí công việc hay dự án,... và nhiều hơn nữa.